# Sarah Zaharanski
Sarah Zaharanski (* 1989 in Hallein) ist eine österreichische Schauspielerin und Sprecherin.

## Leben
Zaharanski wuchs nahe Hallein im Bundesland Salzburg auf und absolvierte von 2008 bis 2012 ihre Schauspielausbildung an der Universität für Musik und Darstellende Kunst Graz. Bereits während ihres Studiums trat sie am Schauspielhaus Graz und bei den Salzburger Festspielen auf. Für ihr Diplomprojekt, eine Dramatisierung des Romans Heute wär ich mir lieber nicht begegnet von Herta Müller, wurde sie ausgezeichnet und zum Fringe Festival der Ruhrfestspiele eingeladen.
Es folgten Engagements u. a. an der Schaubühne Berlin, dem Stadttheater Klagenfurt und den Salzburger Festspielen. 2015 bis 2017 war sie festes Ensemblemitglied am Landestheater Coburg, wo sie in zahlreichen Rollen, etwa in Dantons Tod, Antigone oder Katzelmacher, zu sehen war. Mit ihrem Soloabend Romeo & Julia rebooted präsentierte sie eine feministische Neuinterpretation des Shakespeare-Stoffs.
Seit 2017 arbeitet sie freiberuflich, u. a. am Vorarlberger Landestheater, dem Stadttheater Klagenfurt, Schauspielhaus Graz und regelmäßig am Salzburger Landestheater. In dem Auftragswerk Das Rote vom Ei war sie 2024 zum ersten Mal am Wiener Kosmos Theater zu sehen. Als Sprecherin ist sie etwa für den ORF und Ö1 tätig. Das Feature Ich bin der, den jeder Politiker kennt (Ö1) erhielt 2018 den Radiopreis der Erwachsenenbildung. Ihr selbst konzipiertes Kurzhörspiel WAS WIRKLICH GESCHAH wurde 2021 mit dem 1. Preis beim Berliner Hörspielfestival ausgezeichnet.
Der 30-minütige Kurzfilm Dear Mother (Regie: Sabrina Hickl) wurde beim Next Step Film Festival in Cannes ausgezeichnet und war für den  Baden-Württembergischen Kurzfilmpreis sowie den Camgaroo Award München nominiert.
Regisseurin Elisabeth Scharang castete sie erstmals für das Kino und besetzte sie in ihrem Film Wald, der 2023 beim Toronto International Film Festival uraufgeführt wurde. Im darauffolgenden Film Der Soldat Monika (Regie: Paul Poet), der 2024 auf internationalen Festivals wie dem Doclisboa und Torino Film Festival gezeigt wurde, übernahm sie eine der Hauptrollen.
Zaharanski lebt in Wien.

## Filmografie
Kino
- 2022: Geschlossene Gesellschaft - Schauspielende im Fegefeuer, Gone Astray Films, Regie: Lukas Benjamin Engel
- 2023: Wald, Wega Film, Regie: Elisabeth Scharang
- 2024: Der Soldat Monika, Freibeuter Film, Regie: Paul Poet

Fernsehen
- 2013: SOKO Donau/Wien – Schneewittchen (Fernsehserie), Satel Film, Regie: Erhard Riedlsperger
- 2015: Der Bergdoktor – Alte Wunden (Fernsehserie), ndF – Neue deutsche Filmgesellschaft, Regie: Axel Barth
- 2017: SOKO Donau/Wien – Über den Dächern von Linz (Fernsehserie), Satel Film, Regie: Olaf Kreinsen
- 2019: Die Klempnerin – Die Wahrheit kann erst wirken, wenn der Empfänger reif für sie ist (Fernsehserie), Amalia Film, Regie: Michael Wenning
- 2020: Letzter Kirtag, Film AG, Regie: Julian Pölsler
- 2022: SOKO Donau/Wien – Verloschen (Fernsehserie), Satel Film, Regie: Katharina Heigl
- 2022: Letzte Bootsfahrt, Coop99, Regie: Julian Pölsler
- 2024: Schnell ermittelt – Angelika Wer? (Fernsehserie), MR Film, Regie: Gerald Liegel

## Hörfunk
- 2018: Chicken or Pasta? von Klemens Renoldner, Ö1
- 2018: Ich bin der, den jeder Politiker kennt, Feature von Claudia Gschweitl, Ö1
- 2018: Am Himmel von Anna-Elisabeth Mayer, Ö1
- 2020: Die Theorie der Innovation, Kurzhörspiel, Hörspielsommer Leipzig (Kurzhörspielwettbewerb/Top 10), Deutschlandfunk Kultur
- 2021: WAS WIRKLICH GESCHAH, Kurzhörspiel, Ö1 & Berliner Hörspielfestival
- 2022: aufsicht, Hörspiel von Kollektiv Weiter, Ö1
- 2023: Arson von Laura Freudenthaler, Ö1
- 2023: Die Einsamkeit der Ersten ihrer Art von Matthias Gruber, Ö1
- 2024: That's Life in Dystopia von Johanna Grillmayer, Ö1
- 2025: Halbnah von Anna Maria Stadler, Ö1
- 2025: Hier treibt mein Kartoffelherz von Anna Weidenholzer, Ö1

## Hörbuch
- 2020: Die schlechteste Hausfrau der Welt von Jacinta Nandi, Die Hörgalerie, ISBN 978-3-96054-240-7

## Auszeichnungen
- 2018: Radiopreis der Erwachsenenbildung für Ich bin der, den jeder Politiker kennt
- 2021: Berliner Hörspielfestival, 1. Platz für WAS WIRKLICH GESCHAH
- 2022: Ö1-Hörspiel des Jahres - Publikumspreis, 3. Platz für aufsicht
- 2025: Next Step Film Festival Cannes, 1. Platz für Dear Mother